# Cá Pacu
Cá Pacu là tên gọi chỉ chung cho một số loài cá nước ngọt serrasalmid ăn tạp ở Nam Mỹ có quan hệ gần gũi với loài cá piranha. Các loài pacu được biết đến bởi hàm răng giống như răng người, tuy nhiên thức ăn chủ yếu là thực vật. Có những đồn đại không có cơ sở về tập tính thích cắn tinh hoàn đàn ông nên có khi chúng còn được gọi hài hước là cá cắn tinh hoàn.

## Từ nguyên
Pacu là một thuật ngữ có nguồn gốc từ ngôn ngữ bản địa châu Mỹ/Guaraní của Brasil. Khi những con cá lớn thuộc chi Colossoma được bán làm cá cảnh ở Hoa Kỳ và các quốc gia khác, chúng được dán nhãn pacu. Ở Amazon thuộc Brasil, thuật ngữ pacu thường được dùnh để gọi các loài cá nhỏ và trung bình thuộc chi Metynni, Mylossoma, Mylesinus và Myleus. Colossoma macropomum được gọi là tambaqui, Piaractus brachypomus được gọi là pirapitinga.

## Phân loại
Tên phổ biến pacu thường được áp dụng cho cá được phân loại theo các chi sau Trong số này, các chi được đánh dấu bằng một ngôi sao * chứa các loài trong đó tên tiếng Anh thường được sử dụng bao gồm từ pacu.
- Colossoma*
- Metynnis
- Mylesinus (Myloplus)
- Mylossoma
- Ossubtus
- Piaractus*
- Tometes
- Utiaritichthys

Mỗi nhóm này chứa một hoặc nhiều loài riêng biệt. Ví dụ, loài cá thường được tìm thấy trong các cửa hàng thú cưng được gọi là pacu đen và pacu bụng đỏ thường thuộc về loài Colossoma macropomum và Piaractus brachypomus Một loài phổ biến trong số những người nuôi cá là Piaractus mesopotamicus, còn được gọi là Paraná River pacu hoặc cá pacu nhỏ.

## Đặc điểm
Các loài cá này dài khoảng 25 cm nhưng có thể Một con cá pacu trưởng thành có thể phát triển lên tới 90 cm và nặng tới 25 kg. Nó thường ăn các loại hạt, lá, thảm thực vật dưới nước và ốc sên. Khác hoàn toàn với người anh em họ xa, cá Pacu chủ yếu sống nhờ các loại hạt và trái cây rơi xuống mặt nước. Chúng có hữu hàm răng to bản và cứng là cách để Pacu nghiền nát phần vỏ cứng của các loại hạt để hưởng phần nhân bên trong. Chúng có hàm răng rộng và cơ hàm rất khỏe, giúp chúng có thể ăn thức ăn khá cứng. Thức ăn chủ yếu của loại cá này là đậu, lá cây và các loại thực vật thủy sinh hay ốc sên.
Có những đồn đại không có cơ sở về tập tính thích cắn tinh hoàn đàn ông của cá Pacu. Năm 2013, người ta bắt được một cá thể Pacu ở eo biển Øresund giữa Thụy Điển và Đan Mạch. Khi đó giới truyền thông đã loan tin rằng loài này có thể gây nguy hiểm do chúng sẽ cắn tinh hoàn của nam giới, dựa trên một câu chuyện khôi hài được thêu dệt dựa trên sở thích ăn hạt cây của cá Pacu. Tuy nhiên, bộ răng rất khỏe của cá này nghiền nát hạt cây dễ dàng và vì thế có lẽ ngư dân hay người bơi lặn nên lưu tâm giữ an toàn, phòng tránh thương tích.
}}</ref>